# Elecciones municipales de Huaraz de 2002
Las elecciones municipales de Huaraz de 2002 se llevaron a cabo el 17 de noviembre de 2002 para elegir al alcalde y al Concejo Provincial de Huaraz para el periodo 2003-2006. La elección se celebró simultáneamente con elecciones regionales y municipales (provinciales y distritales) en todo el Perú.

## Sistema electoral
La Municipalidad Provincial de Huaraz es el órgano administrativo y de gobierno de la provincia de Huaraz. Está compuesta por el alcalde y el Concejo Provincial.
La votación del alcalde y el concejo se realiza en base al sufragio universal, que comprende a todos los ciudadanos nacionales mayores de dieciocho años, empadronados y residentes en la provincia de Huaraz y en pleno goce de sus derechos políticos, así como a los ciudadanos no nacionales residentes y empadronados en la provincia de Huaraz.
El Concejo Provincial de Huaraz está compuesto por 11 regidores elegidos por sufragio directo para un período de cuatro (4) años, en forma conjunta con la elección del alcalde (quien lo preside). La votación es por lista cerrada y bloqueada. Se asigna a la lista ganadora los escaños según el método d'Hondt o la mitad más uno, lo que más le favorezca.

## Composición del Concejo Provincial de Huaraz
La siguiente tabla muestra la composición del Concejo Provincial de Huaraz antes de las elecciones.
| Partidos | Partidos                                 | Regidores |
| -------- | ---------------------------------------- | --------- |
|          | Lista Independiente Salvemos Huaraz      | 7         |
|          | Movimiento Independiente Vamos Vecino    | 1         |
|          | Movimiento Independiente Somos Perú      | 1         |
|          | Lista Independiente Unidos con el Pueblo | 1         |
|          | Lista Independiente Cambio y Desarrollo  | 1         |

## Partidos y candidatos
A continuación se muestra una lista de los principales partidos y alianzas electorales que participaron en las elecciones:
| Candidatura | Candidatura | Partidos y alianzas | Candidatos | Candidatos                     | Ideología                                               | Resultado previo | Resultado previo | Ref. |
| Candidatura | Candidatura | Partidos y alianzas | Candidatos | Candidatos                     | Ideología                                               | Votos (%)        | Reg.             | Ref. |
| ----------- | ----------- | --- | ---------- | ------------------------------ | ------------------------------------------------------- | ---------------- | ---------------- | ---- |
|             | VV          | Lista - Vamos Vecino (VV) – Movimiento Independiente Vamos Vecino (VV) – Con Fuerza Perú (CFP)                                              |            | Edmundo Natividad Cerna        | Fujimorismo Populismo de derecha                        | 21.11%           | 1                |      |
|             | SP          | Lista - Somos Perú (SP) |            | Luis Coral Jamanca             | Democracia cristiana Conservadurismo social             | 14.12%           | 1                |      |
|             | AP          | Lista - Acción Popular (AP) |            | Mariano Guzmán Flores Guerrero | Humanismo Nacionalismo cívico Reformismo                | 0.77%            | 0                |      |
|             | APRA        | Lista - Partido Aprista Peruano (APRA) |            | Aurelio Ortega Gonzales        | Aprismo                                                 | Nuevo            | Nuevo            |      |
|             | UPP         | Lista - Agrupación Independiente Unión por el Perú - Frente Amplio (UPP)                                                                    |            | Demetrio López Santos          | Socioliberalismo Progresismo Socialdemocracia           | Nuevo            | Nuevo            |      |
|             | PP          | Lista - Perú Posible (PP) |            | Vladimir Meza Villarreal       | Socioliberalismo Democracia liberal Tercera vía         | Nuevo            | Nuevo            |      |
|             | UN          | Lista - Unidad Nacional (UN) – Partido Popular Cristiano (PPC) – Solidaridad Nacional (SN) – Renovación Nacional (RN) – Cambio Radical (CR) |            | Luisa García Regal de Ramos    | Democracia cristiana Conservadurismo Neoliberalismo     | Nuevo            | Nuevo            |      |
|             | MNI         | Lista - Movimiento Nueva Izquierda (MNI) |            | Mario Alvarado Soto            | Marxismo-leninismo Mariateguismo Socialismo democrático | Nuevo            | Nuevo            |      |
|             | RA          | Lista - Renacimiento Andino (RA) |            | Eleuterio Jachilla Silva       | Indigenismo Plurinacionalismo Socialdemocracia          | Nuevo            | Nuevo            |      |
|             | MAPU        | Lista - Movimiento Amplio País Unido (MAPU)                                                                                                 |            | Marco Villafuerte Montoya      |                                                         | Nuevo            | Nuevo            |      |
|             | IND         | Lista - Lista Independiente N° 1 Movimiento Acción Nacionalista Peruano                                                                     |            | Gelacio Mautino Ángeles        | Localismo huaracino                                     | Nuevo            | Nuevo            |      |
|             | IND         | Lista - Lista Independiente N° 3 Movimiento Independiente Cree y Vive                                                                       |            | Bethsy Sotelo Morales          | Localismo huaracino                                     | Nuevo            | Nuevo            |      |
|             | IND         | Lista - Lista Independiente N° 5 Frente Cívico Ancashino                                                                                    |            | Pablo Romero Henostroza        | Localismo huaracino                                     | Nuevo            | Nuevo            |      |
|             | IND         | Lista - Lista Independiente N° 7 Movimiento Independiente Huaraz Avanza                                                                     |            | Rommel Ríos Alcántara          | Localismo huaracino                                     | Nuevo            | Nuevo            |      |
|             | IND         | Lista - Lista Independiente N° 9 Movimiento Independiente Reconstruyamos Huaraz                                                             |            | Máximo Huerta Gonzales         | Localismo huaracino                                     | Nuevo            | Nuevo            |      |
|             | IND         | Lista - Lista Independiente N° 11 Movimiento Independiente Amanecer Huaracino                                                               |            | Filomena Flores Palacios       | Localismo huaracino                                     | Nuevo            | Nuevo            |      |

## Resultados

### Sumario general
|                        |                                                                         |              |              |              |           |           |
| Partidos y coaliciones | Partidos y coaliciones                                                  | Voto popular | Voto popular | Voto popular | Regidores | Regidores |
| Partidos y coaliciones | Partidos y coaliciones                                                  | Votos        | %            | +/−          | Total     | +/−       |
|                        | Lista Independiente N° 1 Movimiento Acción Nacionalista Peruano         | 10,879       | 18.68        | n/a          | 7         | +7        |
|                        | Somos Perú (SP)                                                         | 8,633        | 14.82        | +0.70        | 2         | +1        |
|                        | Lista Independiente N° 9 Movimiento Independiente Reconstruyamos Huaraz | 6,721        | 11.54        | n/a          | 1         | +1        |
|                        | Perú Posible (PP)                                                       | 6,571        | 11.28        | Nuevo        | 1         | +1        |
|                        | Partido Aprista Peruano (APRA)                                          | 4,043        | 6.94         | n/a          | 0         | ±0        |
|                        | Unidad Nacional (UN)                                                    | 3,699        | 6.35         | Nuevo        | 0         | ±0        |
|                        | Renacimiento Andino (RA)                                                | 3,485        | 5.98         | Nuevo        | 0         | ±0        |
|                        | Lista Independiente N° 11 Movimiento Independiente Amanecer Huaracino   | 3,208        | 5.51         | n/a          | 0         | ±0        |
|                        | Lista Independiente N° 5 Frente Cívico Ancashino                        | 2,198        | 3.77         | n/a          | 0         | ±0        |
|                        | Movimiento Amplio País Unido (MAPU)                                     | 1,705        | 2.93         | Nuevo        | 0         | ±0        |
|                        | Movimiento Nueva Izquierda (MNI)                                        | 1,530        | 2.63         | Nuevo        | 0         | ±0        |
|                        | Agrupación Independiente Unión por el Perú - Frente Amplio (UPP)        | 1,459        | 2.51         | Nuevo        | 0         | ±0        |
|                        | Vamos Vecino (VV)                                                       | 1,360        | 2.34         | –18.77       | 0         | –1        |
|                        | Acción Popular (AP)                                                     | 1,012        | 1.74         | +0.97        | 0         | ±0        |
|                        | Lista Independiente N° 7 Movimiento Independiente Huaraz Avanza         | 968          | 1.66         | n/a          | 0         | ±0        |
|                        | Lista Independiente N° 3 Movimiento Independiente Cree y Vive           | 766          | 1.32         | n/a          | 0         | ±0        |
|                        |                                                                         |              |              |              |           |           |
| Total                  | Total                                                                   | 58,237       |              |              | 11        | ±0        |
|                        |                                                                         |              |              |              |           |           |
| Votos válidos          | Votos válidos                                                           | 58,237       | 78.69        | –4.57        |           |           |
| Votos en blanco        | Votos en blanco                                                         | 7,171        | 9.69         | +2.39        |           |           |
| Votos nulos            | Votos nulos                                                             | 8,600        | 11.62        | +2.18        |           |           |
| Votos emitidos         | Votos emitidos                                                          | 74,008       | 84.98        | +2.55        |           |           |
| Abstenciones           | Abstenciones                                                            | 13,085       | 15.02        | –2.55        |           |           |
| Votantes registrados   | Votantes registrados                                                    | 87,093       |              |              |           |           |
|                        |                                                                         |              |              |              |           |           |
| Fuente:                |                                                                         |              |              |              |           |           |

## Elecciones municipales distritales

### Resultados por distrito
La siguiente tabla enumera el control de los distritos de la provincia de Huaraz. El cambio de mando de una organización política se resalta del color de ese partido.
| Distrito      | Alcalde(sa) titular           | Partido político | Partido político | Alcalde(sa) electo(a)         | Partido político | Partido político            |
| ------------- | ----------------------------- | ---------------- | ---------------- | ----------------------------- | ---------------- | --------------------------- |
| Cochabamba    | Lorgio Giraldo de Paz         |                  | Vamos Vecino     | Máximo Cuisano Caballero      |                  | Unión por el Perú           |
| Colcabamba    | Uladislao Villanueva Cancán   |                  | Vamos Vecino     | Jonás Jamanca Carbajal        |                  | Perú Posible                |
| Huanchay      | Graciela Minaya López         |                  | Vamos Vecino     | Dioscórides León Fernández    |                  | Acción para el Desarrollo   |
| Independencia | Ladislao Cruz Villachica      |                  | Somos Perú       | Alfredo Vera Arana            |                  | Reconstruyamos Huaraz       |
| Jangas        | Ynocente González Domínguez   |                  | Somos Perú       | Felipe Haro Coral             |                  | Amanecer Huaracino          |
| La Libertad   | Oshwa Guerrero Mayhuay        |                  | Vamos Vecino     | Octavio Aguedo Vásquez        |                  | Reconstruyamos Huaraz       |
| Olleros       | Paulino Espinoza Rojas        |                  | Vamos Vecino     | Jabico Robles Blácido         |                  | Movimiento Nueva Izquierda  |
| Pampas        | Inocencio Villafuerte Colonia |                  | Triple D         | Inocencio Villafuerte Colonia |                  | Pampas Agrario              |
| Pariacoto     | Ilario Risco Orbegozo         |                  | Vamos Vecino     | Eliseo León Sánchez           |                  | Acción Nacionalista Peruano |
| Pira          | Saturnino Castillo León       |                  | Salvemos Huaraz  | Saturnino Castillo León       |                  | Reconstruyamos Huaraz       |
| Tarica        | Pelé Tinoco Meyhuay           |                  | Vamos Vecino     | Pelé Tinoco Meyhuay           |                  | Vamos Vecino                |